# Niemglowy
Niemgłowy [pronunciación en polaco: /ɲemˈɡwɔvɨ/] es un pueblo ubicado en el distrito administrativo de Gmina Cielądz, dentro del condado de Rawa, Voivodato de Łódź, en el centro de Polonia. Se encuentra a unos 3 kilómetros al sureste de Cielądz, a 12 kilómetros al sureste de Rawa Mazowiecka, y a 64 kilómetros al este de la capital regional Łódź.